# ライドオンワークス
ライドオンワークス株式会社（英: Rideon Works Co., Ltd.）は、日本のアダルトゲームメーカー。

## 概要
アクアハウスの系列企業・瑞インターナショナル（ずいインターナショナル）として2002年に設立された。2006年のアクアハウス活動終了と共に瑞インターナショナルも新作発売を停止したが同年10月16日にライドオンワークスへ社名を変更し、2007年に新ブランド・NOIR（ノアール）で活動を再開。瑞インターナショナル時代からNOIRへ移行した後の2009年までは低価格版のタイトルのみを発売していたが、2010年より6年ぶりにフルプライス作品へ再参入している。
旧アクアハウスのスタッフが新規に立ち上げた関連ブランド・スワン（有限会社アセンドアイ）が映像倫理機構の審査へ移行しているのに対し、NOIRは瑞インターナショナル時代より引き続きコンピュータソフトウェア倫理機構の審査を受けている。

## タイトル一覧
販売はラッセル受託。

### NOIR
2007年
- 触手姦獄 〜メイドを貪る肉欲の塊〜

2009年
- 妹いじめ

2010年
- イキヌキッ茶 〜隠し味に愛を〜 ※フルプライス

2016年
- オタ姫凌虐サークル ～病み姫の男事情～
- 女体淫換 ～移り変わる恥辱的好奇心～
- 学園催淫獄 ～狂気と孕ませの宴～

2017年
- 混濁の心魂
- 性反転症の「俺」が「私」になるまで
- 性換姉妹
- 束縛彼女の三重奏 ～偏愛:重愛:狭愛の果てに～
- 感染催眠ウイルス ～ただいま精液で拡大中～
- 白濁娘 ～気になるあの娘にマーキング～
- 家出少女と泊め男 ～少女の願いと男の欲棒～

2018年
- 寝取られ女子 ～彼にはイエナイ私のヒミツ～
- 発情催眠アプリ ～子宮に届く着信音～
- 牝イキ生放送 ～あの娘がエロくて凸りました～

### 瑞インターナショナル時代
フェレットはボーイズラブ系ブランド。

#### ふくろう
2003年
- 精霊湖 〜ミレーユの泪〜
- 陵辱 隣のお姉さん
- スロットしてから、ね

2004年
- 恥辱家系図
- 姫恋荘

#### BIANCA
2006年
- お姉さんが教えてア・ゲ・ル
- 人妻遊戯
- 淫欲母娘

#### LIEBE
2006年
- 人妻旅館
- 先生! アエがせて♪

#### フェレット
2003年
- LoveSongを君に…
- ANGEL KNIGHT
- 華鬼

2004年
- 花蝕の罠
- 黒の十字架 〜per aspera〜